# Otto Alberts
Otto Alberts (22 de fevereiro de 1893 - 10 de Dezembro de 1943) foi um oficial alemão que serviu na Heer durante a Segunda Guerra Mundial. Foi condecorado com a Cruz de Cavaleiro da Cruz de Ferro.